# Sarp Demirezen
Sarp Demirezen (* 30. September 2000) ist ein türkischer Eishockeyspieler, der seit 2022 beim Istanbul Büyükşehir SK in der türkischen Superliga unter Vertrag steht.

## Karriere
Sarp Demirezen begann seine Karriere als Eishockeyspieler bei Erzurum Genclik in der zweiten türkischen Liga. 2015 wechselte er zum Erzurum Büyükşehir Belediyesi SK, für den er vier Jahre in der türkischen Superliga spielte. 2019 wechselte er zu Buz Beykoz nach Istanbul, wo er 2020 erstmals türkischer Meister wurde. Anschließend kehrte er für zwei Jahre nach Erzurum zurück. Nach dem 2022 erfolgten Wechsel zum Buz Adamlar GSK aus Istanbul errang er im Folgejahr seinen zweiten Meistertitel. Anschließend kehrte er für ein Jahr zu Buz Beykoz zurück, bevor er sich 2024 dem Istanbul Büyükşehir SK anschloss.

### International
Für die Türkei nahm Demirezen im Juniorenbereich zunächst am Europäischen Olympischen Winter-Jugendfestival 2017 in Erzurum teil. Anschließend spielte er in der Division III bei den U18-Weltmeisterschaften 2017 und 2018 und den U20-Weltmeisterschaften 2019 und 2020 sowie bei der U20-Weltmeisterschaft 2018 in der Division II.
Mit der Herren-Nationalmannschaft spielte er bei den Weltmeisterschaften der Division III 2018 und 2022 sowie bei der Weltmeisterschaft der Division II 2023.

## Erfolge und Auszeichnungen
- 2022 Aufstieg in die Division II, Gruppe B, bei der Weltmeisterschaft der Division III, Gruppe A